# XEED
씨드(XEED)는 대한민국의 네이처스스페이스 소속의 6인조 보이그룹이다. 본래 4인조로 데뷔하였으나 2023년 1월 27일 멤버 로니가 개인 사정으로 탈퇴, 그후 7월 26일 유오, 슌이 합류하여 5인조 그룹이 되었다. 그룹명의 뜻은 마음속에 위로와 희망의 씨앗을 틔운다는 의미로 씨앗을 뜻하는 SEED, 그리고 알수없는 미래에 대한 도전과 성장을 꿈꾸는 뜻의 미지수 X의 합성어다. 팬덤은 그리니이다. 2024년 4월 8일을 마지막으로 활동을 종료했다. 2025년 5월 29일 새로운 팀명 XD로 재결합 하였다.

## 여담
멤버 유오, 슌, 바오는 각각 데뷔전 일급비밀, 타겟, 루첸트의 멤버로 활동하였다.

## 구성원
- 도하
- 슌
- 바오
- 재민
- 유오

### 이전 구성원
- 로니

## 음반
- 2022년 1집 DREAMLAND
- 2023년 2집 BLUE